# Rößbach (Tiefenbach)
Der Rößbach ist ein 11⁄2 km langer Bach des Mainhardter Waldes im Gebiet der Gemeinde Wüstenrot im baden-württembergischen Landkreis Heilbronn. Nach nordöstlichem Lauf fließt er wenig östlich der Ortsgrenze des Dorfes Wüstenrot mit dem Fuchsbach zum Tiefenbach zusammen.

## Geographie

### Verlauf
Der Rößbach entsteht am Nordabfall des 566,6 m ü. NHN hohen Steinbergs. Dort setzt am Unterhang im Wald ein Büschel von kurzen Klingen ein, die nach nördlichem bis westlichem Lauf konvergieren. Die darin je nach Jahreszeit und Witterung in wechselnder Höhe einsetzenden kleinen Bäche beginnen ihren Lauf auf höchstens 530 m ü. NHN.
Auf wenig unter 490 m ü. NHN sind alle vereint und der Rößbach wendet sich rasch nach rechts auf nordöstlichen Lauf zwischen nun linksseits überwiegend angrenzenden Wiesen und rechts Hangwald, zunächst des Gewanns Steinberg. Sehr bald durchfließt er einen 0,2 ha großen Teich. Etwas nach diesem reicht der Wald auf kurzer Strecke etwas über den Bachlauf herüber und es münden ein halbkilometerlanger Waldbach von rechts und ein etwa halb so langer, baumbegleiteter Flurbach vom Wüstenroter Friedhof her. Einen Steinwurf weiter überquert die K 2101 nach Wüstenrot den Bach auf dem sogenannten Totenbrückle.
Daraufhin liegt eine Nasswiese am linken Ufer, die sich in einem schmalen, nunmehr aber etwa 300 Meter langen und fast nur aus Nadelholz bestehenden Waldstreifen im Gewann Untere Rößwiesen fortsetzt, der in neuerer Zeit aufgeforstet wurde. Nach diesem liegt linksseits wieder eine Nasswiese, der gegenüber nunmehr aus dem Hanggewann Rößwald ein wieder halbkilometerlanger Waldbach zumündet.
Weiter abwärts liegen in der linken Wiese zwei Brunnen für die Trinkwasserversorgung. Ein letzter kurzer Waldbach läuft von rechts zu und weniger als 50 Meter weiter fließt der Rößbach etwa 200 Meter östlich eines Einzelanwesens etwas vor der Dorfgrenze von Wüstenrot auf etwa 465 m ü. NHN mit dem von Westnordwesten her aus Wüstenrot kommenden Fuchsbach zum Tiefenbach zusammen. Der Rößbachlauf endet nach einem 1,4 km langen Weg mit etwa 45 ‰ mittlerem Sohlgefälle rund 65 Höhenmeter unterhalb seiner höchsten Quelle am Steinberg-Unterhang.

### Einzugsgebiet
Das Einzugsgebiet des Fuchsbachs ist etwa 1,1 km² groß und liegt, naturräumlich gesehen, im Hinteren Mainhardter Wald, dem größeren Teil der Unterraums Mainhardter Wald der Schwäbisch-Fränkischen Waldberge; im Südwesten grenzt es an den Teilraum Südwestliche Löwensteiner Berge des Unterraums Löwensteiner Berge.
Reihum grenzt es an die Einzugsgebiete der folgenden Nachbargewässer:
- Im Nordwesten fließt der Fuchsbach, der andere, linke Oberlauf des Tiefenbachs, der über die Fichtenberger Rot und den Kocher in den Neckar entwässert;
- im Osten fließt ein Bach aus dem Eichwald etwas unterhalb des Tiefenbachs ebenfalls zu Fichtenberger Rot;
- im Südosten sammelt der noch tiefer in diese mündende Kuhnbach den Abfluss zur anderen Seite;
- im Südwesten grenzen jenseits die Einzugsgebiete des Dentelbachs und des Buchenbachs an, zwei Zuflüsse der Spiegelberger Lauter, deren Wasser über die Murr deutlich höher den Neckar erreicht als das der Fichtenberger Rot.

Der letzte Wasserscheidenabschnitt im Südwesten ist nicht nur hydrologisch, sondern auch orographisch der bedeutendste, denn dort liegt auf dem 566,6 m ü. NHN erreichenden Gipfel des Steinbergs der höchste Punkt des Einzugsgebietes. Dieses ist rechtsseits etwas breiter und weit überwiegend mit Wald bestanden, in dem die als Rinnsale in Klingenbüscheln beginnenden Ober- und Zuläufe in saisonal wechselnder Höhe einsetzen. Linksseits des Baches liegen am Unterhang Wiesen, dann Weichbild des Dorfes Wüstenrot und darüber ein großer Teil von dessen Siedlungsbereich. Das Einzugsgebiet gehört fast vollständig zu dessen Teilgemarkung der Gemeinde Wüstenrot, ausgenommen nur einen schmalen Randstreifen ganz im Süden auf der Höhe des Steinbergs, der Teil der Gemeinde Spiegelberg ist.

### Zuflüsse und Seen
Liste der Zuflüsse und  Seen von der Quelle zur Mündung. Gewässerlänge, Seefläche, Einzugsgebiet und Höhe nach den entsprechenden Layern auf der Onlinekarte der LUBW. Andere Quellen für die Angaben sind vermerkt.
Ursprung des Rößbachs in einem Waldklingenbüchel am Fuß des Steinbergs mit höchster Quelle auf bis etwa 539 m ü. NHN an den Buchwaldwiesen.
- Durchfließt auf etwa 489 m ü. NHN einen Teich zwischen dem Hangwaldgewann Steinberg im Südosten und dem Wiesengewann Buacker im Nordwesten, 0,2 ha.
- (Zufluss aus dem Hangwaldgewann Steinberg), von rechts und Südosten auf etwa 480 m ü. NHN kurz vor dem folgenden, ca. 0,5 km und über 0,1 km². Entsteht auf bis etwa 515 m ü. NHN.
- (Zufluss aus den Sandwiesen), von links und Westen auf etwa 479 m ü. NHN kurz vor dem Totenbrückle der K 2101, ca. über 0,2 km und über 0,1 km². Entsteht auf etwa 488 m ü. NHN östlich des Wüstenroter Friedhofs.
- (Waldbach aus dem Rößwald), von rechts und Süden auf etwa 469 m ü. NHN gegenüber einer Nasswiese am Ende eines auch linksseitig säumenden Waldabschnitts, ca. 0,5 km und über 0,1 km². Entsteht auf bis etwa 508 m ü. NHN im Rößwald nahe der K 2101.
- (Waldbach), von rechts und Ostsüdosten auf wenig über 465 m ü. NHN entlang einem Wirtschaftsweg und wenige Schritte vor dem Zusammenfluss des Rößbachs, ca. 0,3 km und über 0,1 km². Entsteht auf bis etwa 485 m ü. NHN in einem Talwaldkeil zwischen den Wiesengewannen Alter Hau und Vordere Neuwiesen.

Zusammenfluss des Rößbachs von rechts und Südwesten auf etwa 465 m ü. NHN mit dem aus dem Westnordwesten kommenden Fuchsbach zum Tiefenbach östlich von Wüstenrot und nördlich des Rößwaldes. Der Bach ist ca. 1,4 km lang und hat ein ca. 1,1 km² großes Einzugsgebiet.

## Geologie
Im größten Teil des Einzugsgebietes steht Stubensandstein (Löwenstein-Formation) an. Die Quellen des Oberlauf-Klingenbüschels liegen in dessen Übergangsbereich zum Knollenmergel (Trossingen-Formation), dem bergauf ein sehr schmales Band von Rhät (Exter-Formation) des Oberkeupers folgt, der hier höchsten Schicht des Keupers. Die höheren Bergteile liegen dagegen im Schwarzjura, denn darüber streicht am weiteren Anstieg zum Steinberg Psilonotenton aus und die wieder flachere Kuppenhöhe des Bergs bedeckt Angulatensandstein.

## Schutzgebiete
Fast das gesamte Einzugsgebiet gehört zum Wasserschutzgebiet „Wüstenrot – Mainhardter Feld“, dessen zwei Fassungen nahe dem Zusammenfluss mit dem Fuchsbach liegen, und die Bachmulde unterhalb des Totenbrückles der K 2101 zum Landschaftsschutzgebiet Oberstes Rottal mit Seitentälern und Umgebung. Insgesamt liegt es im Naturpark Schwäbisch-Fränkischer Wald.

## Tourismus
Der Weitwanderweg Georg-Fahrbach-Weg des Schwäbischen Albvereins kreuzt das oberste Einzugsgebiet unmittelbar oberhalb der Oberlaufklingen. Ein mit blauem Punkt markierter Weg des Vereins vom Steinknickle ins Lautertal überquert den Bach auf der Trasse der K 2101 auf dem Totenbrückle.

### LUBW
Amtliche Online-Gewässerkarte mit passendem Ausschnitt und den hier benutzten Layern: Lauf und Einzugsgebiet des Rößbachs

Allgemeiner Einstieg ohne Voreinstellungen und Layer: Daten- und Kartendienst der Landesanstalt für Umwelt Baden-Württemberg (LUBW) (Hinweise)
1. 1 2 3  Höhe nach dem Höhenlinienbild auf dem Hintergrundlayer Topographische Karte.
2. 1 2  Länge nach dem Layer Gewässernetz (AWGN), ergänzt um ein kleines, auf der Gewässerkarte nicht berücksichtigtes Anfangsstück, das auf dem Hintergrundlayer Topographische Karte abgemessen wurde.
3. 1 2  Einzugsgebiet abgemessen auf dem Hintergrundlayer Topographische Karte.
4. 1 2  Höhe nach grauer Beschriftung auf dem Hintergrundlayer Topographische Karte.
5. ↑  Natur teilweise nach dem Layer Geschützte Biotope.
6. ↑  Länge abgemessen auf dem Hintergrundlayer Topographische Karte.
7. ↑  Seefläche nach dem Layer Stehende Gewässer.
8. ↑  Schutzgebiete nach den einschlägigen Layern.

### Andere Belege
1. ↑  Wolf-Dieter Sick: Geographische Landesaufnahme: Die naturräumlichen Einheiten auf Blatt 162 Rothenburg o. d. Tauber. Bundesanstalt für Landeskunde, Bad Godesberg 1962. → Online-Karte (PDF; 4,7 MB)
2. ↑  Geologie nach den Layern zu Geologische Karte 1:50.000 auf: Mapserver des Landesamtes für Geologie, Rohstoffe und Bergbau (LGRB) (Hinweise)